# Way Cool Jr.
Way Cool Jr. è un singolo del gruppo musicale statunitense Ratt, il primo estratto dal loro quarto album in studio Reach for the Sky nel 1988.

## Tracce
1. Way Cool Jr. – 4:27
2. Chain Reaction – 3:42

## Classifiche
| Classifica (1988)             | Posizione massima |
| ----------------------------- | ----------------- |
| Stati Uniti                   | 75                |
| Stati Uniti (mainstream rock) | 16                |